# Cross van Hannuit
De Cross van Hannuit is een veldloopwedstrijd die elk jaar, meestal in het voorjaar, in Hannuit gelopen wordt. De eerste editie van deze wedstrijd werd in 1941 gelopen. Tot 1976 was de wedstrijd voorbehouden voor mannen. Sinds 1977 is er ook een wedstrijd voor vrouwen.
De Cross van Hannuit maakt deel uit van de Crosscup.

## Winnaars
alleen mannen
| Jaar | Winnaar              | Land                |
| ---- | -------------------- | ------------------- |
| 1941 | Pierre Willems       | België              |
| 1942 | Ward Schroeven       | België              |
| 1943 | Gaston Reiff         | België              |
| 1944 | Ward Schroeven       | België              |
| 1947 | Gaston Reiff         | België              |
| 1948 | Émile Renson         | België              |
| 1949 | Raphaël Pujazon      | Frankrijk           |
| 1950 | Lucien Theys         | België              |
| 1951 | Marcel Vandewattyne  | België              |
| 1952 | Marcel Vandewattyne  | België              |
| 1953 | Marcel Vandewattyne  | België              |
| 1954 | Ken Norris           | Verenigd Koninkrijk |
| 1955 | Gordon Pirie         | Verenigd Koninkrijk |
| 1956 | Derek Ibbotson       | Verenigd Koninkrijk |
| 1957 | Ken Norris           | Verenigd Koninkrijk |
| 1958 | Franjo Mihalić       | Joegoslavië         |
| 1959 | Marcel Vandewattyne  | België              |
| 1960 | Hedwig Leenaert      | België              |
| 1961 | Rhadi Ben Abdesselam | Frankrijk           |
| 1962 | Gaston Roelants      | België              |
| 1963 | Timothy Johnston     | Verenigd Koninkrijk |
| 1964 | Gaston Roelants      | België              |
| 1965 | Gaston Roelants      | België              |
| 1966 | Gaston Roelants      | België              |
| 1967 | Gaston Roelants      | België              |
| 1968 | Lachlan Stewart      | Verenigd Koninkrijk |
| 1969 | Gaston Roelants      | België              |
| 1970 | René Goris           | België              |
| 1971 | Willy Polleunis      | België              |
| 1972 | Gaston Roelants      | België              |
| 1973 | Miel Puttemans       | België              |
| 1974 | Miel Puttemans       | België              |
| 1975 | Miel Puttemans       | België              |
| 1976 | Eddy Van Mullem      | België              |

vrouwen en mannen
| Jaar | Winnares                  | Land                      | Winnaar                   | Land                           |
| ---- | ------------------------- | ------------------------- | ------------------------- | ------------------------------ |
| 1977 | Sonja Castelein           | België                    | Detlef Uhleman            | Duitse Democratische Republiek |
| 1978 |                           |                           | Valdur Koha               | Duitse Democratische Republiek |
| 1979 | Lucienne Michaux          | België                    | Alex Hagelsteens          | België                         |
| 1980 | Mimi Steels               | België                    | Fernando Mamede           | Portugal                       |
| 1981 | Véronique Collard         | België                    | Leon Schots               | België                         |
| 1982 |                           |                           | Jacky Boxberger           | Frankrijk                      |
| 1984 | Francine Peeters          | België                    | Eddy De Pauw              | België                         |
| 1985 | Betty Vansteenbroek       | België                    | Nathaniel Muir            | Verenigd Koninkrijk            |
| 1986 | Betty Vansteenbroek       | België                    | Vincent Rousseau          | België                         |
| 1987 | Ria Van Landeghem         | België                    | Roger Hackney             | Verenigd Koninkrijk            |
| 1988 | Véronique Collard         | België                    | Vincent Rousseau          | België                         |
| 1989 | Marleen Renders           | België                    | António Pinto             | Portugal                       |
| 1990 | Véronique Collard         | België                    | Richard Nerurkar          | Verenigd Koninkrijk            |
| 1991 | Marcianne Mukamurenzi     | Rwanda                    | Vincent Rousseau          | België                         |
| 1992 | Véronique Collard         | België                    | Vincent Rousseau          | België                         |
| 1993 | Ingrid Delagrange         | België                    | Vincent Rousseau          | België                         |
| 1994 | Ingrid Delagrange         | België                    | Ruddy Walem               | België                         |
| 1995 | Selina Chirchir           | Kenia                     | Laban Chege               | Kenia                          |
| 1996 | Elena Fidatov             | Roemenië                  | Benoît Zwierzchiewski     | Frankrijk                      |
| 1997 | Getenesh Urge             | Ethiopië                  | Mohammed Mourhit          | België                         |
| 1998 | Elena Fidatov             | Roemenië                  | Mohammed Mourhit          | België                         |
| 1999 | Anja Smolders             | België                    | Ovidiu Tat                | Roemenië                       |
| 2000 | Veerle Dejaeghere         | België                    | Tom Compernolle           | België                         |
| 2001 | Anja Smolders             | België                    | Tom Van Hooste            | België                         |
| 2002 | Liz Yelling               | Verenigd Koninkrijk       | Shadrack Kosgei           | Kenia                          |
| 2003 | Linah Cheruiyot           | Kenia                     | Shadrack Kosgei           | Kenia                          |
| 2004 | Teyba Erkesso             | Ethiopië                  | Wilson Chemweno           | Kenia                          |
| 2005 | Benita Johnson            | Australië                 | Luke Kipkosgei            | Kenia                          |
| 2006 | Girma Chaltu              | Ethiopië                  | Mike Kigen                | Kenia                          |
| 2007 | Florence Chebet           | Kenia                     | Simon Arusei              | Kenia                          |
| 2008 | Linet Masai               | Kenia                     | Leonard Komon             | Kenia                          |
| 2009 | Margaret Wangari Muriuki  | Kenia                     | Dino Sefir                | Ethiopië                       |
| 2010 | Almensh Belete            | Ethiopië                  | Onesphore Nkunzimana      | Burundi                        |
| 2011 | Gemma Steele              | Verenigd Koninkrijk       | Atelaw Bekele             | België                         |
| 2012 | Valentine Kipketer Kibet  | Kenia                     | Conseslus Kipruto         | Kenia                          |
| 2013 | Sofia Asefa Shemsu        | Ethiopië                  | Alalew Yimer Aweke        | Ethiopië                       |
| 2014 | Birtukan Adamu Ali        | Ethiopië                  | Titus Kipchumba Mbishei   | Kenia                          |
| 2015 | Louise Carton             | België                    | Faisa Dame Tasama         | Ethiopië                       |
| 2016 | Alemu Birtukan            | Ethiopië                  | Faisa Dame Tasama         | Ethiopië                       |
| 2017 | Birtukan Adamu Ali        | Ethiopië                  | Andy Vernon               | Verenigd Koninkrijk            |
| 2018 | Birtukan Adamu Ali        | Ethiopië                  | Soufiane Bouchikhi        | België                         |
| 2019 | Anna Gosk                 | Polen                     | Thomas Ayeko              | Oeganda                        |
| 2020 | Anna Gosk                 | Polen                     | Samuel Fitwi              | Duitsland                      |
| 2021 | geen wedstrijd (Covid 19) | geen wedstrijd (Covid 19) | geen wedstrijd (Covid 19) | geen wedstrijd (Covid 19)      |
| 2022 | Chemutai Peruth           | Oeganda                   | Samuel Fitwi              | Duitsland                      |
| 2023 | Rahel Daniel              | Ethiopië                  | Yann Schrub               | Frankrijk                      |
| 2024 | Edinah Jebitok            | KEN                       | Yves Nimubona             | RWA                            |
| 2025 | Sheila Jebet              | KEN                       | Rogers Kibet              | Oeganda                        |